# Freemium
Freemium är en affärsmodell som fick sitt genomslag och tillämpas framförallt på Internet. Ordet freemium är ett teleskopord som bildats av engelskans free (gratis) och premium. Företag som tillämpar modellen är exempelvis Google, Spotify, Flickr och Pandora Internet Radio. Affärsmodellen fungerar genom att en bastjänst erbjuds gratis, möjligen reklamfinansierad. Därefter ser produktägaren till att tjänsten får stor spridning, och då tillhandahålls en premiumtjänst med fler funktioner och andra fördelar mot en kostnad. 
Uttrycket myntades i mars 2006 av riskkapitalisten Fred Wilson, som i ett blogginlägg beskrev modellen och sedan bad sina läsare om namnförslag.